# Диабло Коди
Брук Морио (англ. Brook Maurio; урождённая Бьюзи (англ. Busey); род. 14 июня 1978), известная под псевдонимом Диабло Коди (англ. Diablo Cody) — американская писательница и продюсер.

## Жизнь и карьера
Свой псевдоним (исп. diablo — «дьявол») Коди создала во время поездки с мужем через город Коди в штате Вайоминг, слушая песню El Diablo группы Arcadia.
Диабло Коди впервые получила известность в качестве стриптизёрши благодаря своему откровенному блогу Pussy Ranch Blog и мемуарам Candy Girl — A Year in The Life of an Unlikely Stripper, опубликованным в 2006 году. Коди стала всемирно известна после написания сценария к фильму «Джуно»: в 2008 году сценаристка получила «Оскар» за лучший оригинальный сценарий.

## Личная жизнь
В 2004—2007 годы была замужем за музыкантом Джоном Хантом.
С лета 2009 года замужем во второй раз за продюсером Дэниелом Морио. У них есть трое детей.

## Фильмография
| Год       |   | Название               | Примечание                                   |
| --------- | - | ---------------------- | -------------------------------------------- |
| 2007      | ф | Джуно                  | сценарист                                    |
| 2009—2011 | с | Такая разная Тара      | исполнительный продюсер, сценарист           |
| 2009      | ф | Тело Дженнифер         | продюсер, сценарист                          |
| 2012      | ф | Бедная богатая девочка | продюсер, сценарист                          |
| 2013      | ф | Агнец Божий            | режиссёр, исполнительный продюсер, сценарист |
| 2015      | ф | Рики и Флэш            | сценарист                                    |
| 2015—2017 | с | Раз, Миссисипи         | исполнительный продюсер, сценарист           |
| 2018      | ф | Талли                  | сценарист                                    |